# Hautdrüse
Eine Hautdrüse oder Dermaldrüse, anatomisch Glandula cutis (Plural Glandulae cutis) genannt, ist eine Drüse, die in der äußeren Haut liegt. Hautdrüsen gehören wie Haare und Nägel zu den Hautanhangsgebilden. Man unterscheidet drei Arten: Talgdrüsen, Brustdrüsen, kleine und große Schweißdrüsen.

## Beschreibung
In ihrer einfachsten Form wird eine Hautdrüse von einer einzelnen Zelle gebildet, die sich von den übrigen Hautzellen durch ihren Inhalt, meist auch durch ihre Form, unterscheidet und ihre Absonderung durch eine Öffnung nach außen entleert. Hautdrüsen kommen als ein- oder mehrzellige Drüsen im Integument vieler mehrzelligen Tiere (Metazoa) vor. Phylogenetisch handelt es sich um umgewandelte Epidermiszellen. Bei einigen Arten werden zusammenhängende epidermale Drüsenplatten ausgebildet oder bis in das Unterhautgewebe reichende komplexe Drüsenkonglomerate, die über einzelne Ausführungskanäle mit der Epidermis in Verbindung stehen. 
Schleimbildende Hautzellen und Becherzellen kommen bei Wirbeltieren und wirbellosen Tieren häufig vor. Sie dienen vorrangig dem mechanisch Schutz des Integuments, machen die Oberfläche des Organismus gleitfähiger und verringern Reibungskräfte, so etwa bei den Strudelwürmern, Gnathostomulida, Weichtieren, Polychaeta, Enteropneusten und bei aquatisch lebenden Wirbeltieren wie Fischen und auch Amphibien. Aus diesen Drüsen leiten sich Giftdrüsen bei Amphibien oder  Leuchtstoffdrüsen  bei Fischen ab. Auch bei den Wirbellosen kommt es zur evolutionären Ausdifferenzierung von Drüsenorganen im Exoskelett, so etwa als Klebdrüsen bei Gastrotricha, Rädertieren, Kamptozoa und Insekten. Des Weiteren sind spezielle Cuticuladrüsen bekannt, so Spinndrüsen im Spinnapparat der Spinnentiere oder Giftdrüsen, Öldrüsen, Wachsdrüsen und Lackdrüsen bei Arthropoden.
Bei Säugetieren ist die Milchdrüse die größte Hautdrüse. Kleiner sind ihre Talgdrüsen, Duftdrüsen und Schweißdrüsen.

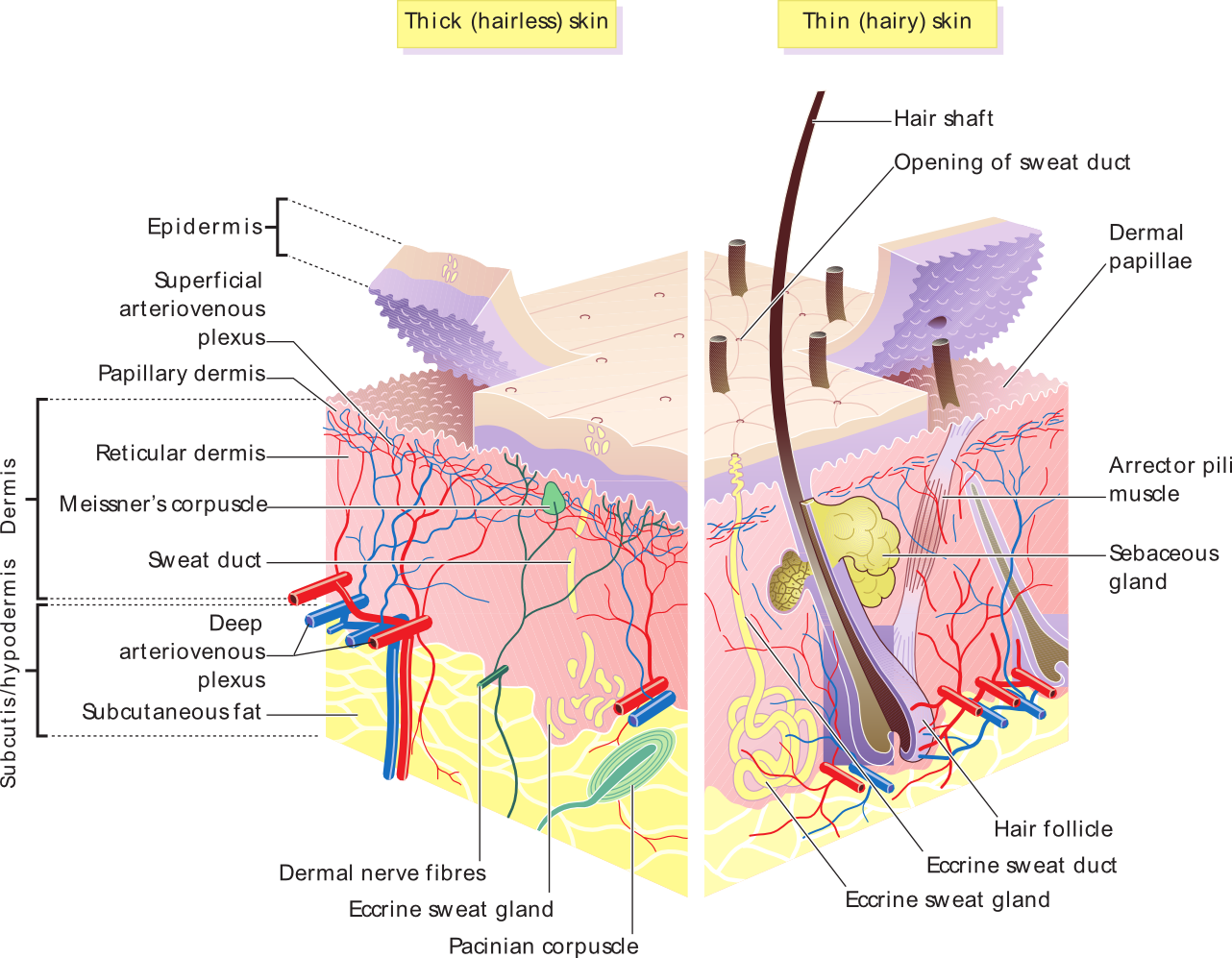
Aufbau der Säugetierhaut mit den entsprechenden Hautdrüsen

## Bildungsformen der Hautdrüsen bei Säugetieren

### Schweißdrüsen
- Als ekkrine Schweißdrüse, Glandula sudorifera merocrina bezeichnet man eine Drüse in der Lederhaut (Korium), die unterhalb der Oberhaut (Epidermis) liegt. Sie produzierte den Schweiß, Sudor der über eine Poren in der Oberhaut ausgeschieden wird; sie dient vor allem der Regulation des Wärmehaushalt.
- Die apokrinen Schweißdrüsen oder Duftdrüsen, Glandula sudorifera apocrina geben neben pheromonähnlich wirkenden Duftstoffen weitere Substanzen in den Haartrichter ab, die erst gemeinsam mit dem Hauttalg und unter Einwirkung von Hautbakterien zu verschiedenen Geruchsstoffen umgesetzt werden. Anders als die sogenannten „ekkrinen Schweißdrüsen“ sind Duftdrüsen je an einen Haarfollikel gebunden und auf bestimmte Körperregionen beschränkt. Ihr Sekret und das der Talgdrüsen sowie die jeweilige Bakterienflora einer Hautregion ist maßgeblich für den (natürlichen) Körpergeruch verantwortlich. Durch verschiedene Duftdrüsensekrete können Körperregionen unterschiedliche Geruchsmerkmale aufweisen.  Daher spielen Duftdrüsen oft eine nicht unwesentliche Rolle im Sozial- und Sexualverhalten; sie können darüber hinaus zur Reviermarkierung eingesetzt werden.

### Talgdrüsen
Die Talgdrüse, Glandula sebacea  ist eine Lipid produzierende, holokrine Drüse im oberen Teil der Lederhaut, Stratum superficiale dermidis. Die produzierten Lipide werden als Talg oder Sebum bezeichnet. Hauptsächlich befinden sich die Talgdrüsen am Epithel der Haaranlagen; deshalb auch Haarbalgdrüsen. Weitere Talgdrüsen, die sogenannten freien Talgdrüsen, befinden sich hauptsächlich in den Nasenöffnungen, dem Lippenrot und im Genitalbereich.

### Brustdrüsen
Brustdrüsen, Glandula mammariae sind bei beiden Geschlechtern vorhanden, wobei die männliche Brustdrüse im Aufbau der weiblichen entspricht, während der Pubertät aber nur geringfügig wächst und schließlich in einen Ruhezustand tritt.
Als Milchdrüse, Glandula mammaria bezeichnet man bei den weiblichen Säugetieren, die für die Absonderung der Milch (Laktation) und damit für die Ernährung des Nachwuchses sorgenden Organe. Es handelt sich dabei um spezialisierte Hautdrüsen.

Die Lokalisation der verschiedenen Hautdrüsen.